# Fred Biermann
Frederick Elliott „Fred“ Biermann (* 20. März 1884 in Rochester, Minnesota; † 1. Juli 1968 in La Crosse, Wisconsin) war ein US-amerikanischer Politiker. Zwischen 1933 und 1939 vertrat er den Bundesstaat Iowa im US-Repräsentantenhaus.

## Werdegang
Bereits im Jahr 1888 kam Fred Biermann nach Decorah in Iowa, wo er die öffentlichen Schulen besuchte. Danach studierte er an der University of Minnesota in Minneapolis. Daran schloss sich bis 1905 ein Studium an der Columbia University in New York City an. Außerdem besuchte er das Valder’s Business College in Decorah und die Harvard University, an der er Jura studierte. Ab 1908 war er journalistisch tätig. Zwischen 1908 und 1931 war Biermann Verleger und Herausgeber der Zeitung "Decorah Journal". Während des Ersten Weltkrieges war er Kriegsfreiwilliger der US-Armee. Zwischen April 1917 und Juni 1919 brachte er es in der Armee bis zum Oberleutnant. Von 1913 bis 1923 war Fred Biermann, mit Ausnahme seiner Militärzeit, Posthalter in Decorah. Politisch war er Mitglied der Demokratischen Partei. In den Jahren 1928, 1940 und 1956 war er Delegierter auf den jeweiligen Democratic National Conventions. Er saß acht Jahre lang im Vorstand der Demokraten in Iowa.
1932 wurde er im vierten Wahlbezirk von Iowa in das US-Repräsentantenhaus in Washington, D.C. gewählt. Dort trat er am 4. März 1933 die Nachfolge des langjährigen Abgeordneten Gilbert N. Haugen von der Republikanischen Partei an. Sein Wahlsieg steht im Zusammenhang mit dem damaligen Bundestrend zu Gunsten der Demokraten. Nach zwei Wiederwahlen konnte Biermann bis zum 3. Januar 1939 drei Legislaturperioden im Kongress absolvieren. In dieser Zeit wurden viele der New-Deal-Gesetze der Bundesregierung beraten und verabschiedet. Im Jahr 1937 war Biermann Delegierter auf einem interparlamentarischen Kongress in Paris.
Die Wahl 1938 verlor Biermann gegen Henry O. Talle. Zwischen 1940 und 1953 war er US Marshal für das nördliche Iowa. Danach zog er sich aus der Politik zurück. Fred Biermann starb am 1. Juli 1968 in La Crosse (Wisconsin) und wurde in Decorah beigesetzt.